# Atentát na Hášima Safí ad-Dína
Dne 3. října 2024 byl při izraelském náletu v Bejrútu zabit předseda výkonné rady Hizballáhu Hášim Safí ad-Dín. K útoku došlo v době, kdy se vysocí představitelé Hizballáhu scházeli v podzemním sídle zpravodajské složky Hizballáhu na předměstí Dáhíja.
Dne 22. října Izraelské obranné síly potvrdily jeho smrt a uvedly, že bylo nalezeno jeho tělo. O den později jeho smrt potvrdil také Hizballáh.

## Pozadí
Ad-Dín byl bratrancem a předpokládaným nástupcem Hasana Nasralláha ve funkci generálního tajemníka Hizballáhu, který byl zabit při izraelském náletu 27. září 2024. Od roku 2001 působil jako předseda výkonné rady Hizballáhu. V květnu 2017 byl USA a Saúdskou Arábii označen za teroristu. O rok později na něj byly uvaleny sankce ze strany USA, Saúdské Arábie, Spojených arabských emirátů a Bahrajnu.

## Útok
Dne 3. října 2024 provedlo Izraelské vojenské letectvo nálet na sídlo zpravodajské služby Hizballáhu na předměstí Dáhíja. V době útoku se ad-Dín a další vysocí představitelé Hizballáhu, včetně šéfa zpravodajské služby organizace Husajna Alí Házíma, nacházeli v podzemním bunkru.
Letectvo shodilo na bunkr přibližně 73 tun bomb, což je více, než při útoku na velitelství Hizballáhu, při kterém zemřel Hasan Nasralláh.
Izraelský kanál 12 uvedl, že izraelské bezpečnostní složky jsou si „stále více jisté“, že ad-Dín byl zabit. Dne 5. října vysoce postavený zdroj libanonských bezpečnostních složek oznámil, že Hizballáh ztratil kontakt s ad-Dínem. Zpravodajské servery Al-Arabíja a Al-Hadat informovaly, že Izrael potvrdil smrt všech osob nacházejících se v době náletu v bunkru. Dne 8. října izraelský ministr obrany Jo'av Galant a premiér Benjamin Netanjahu prohlásili, že ad-Dín byl pravděpodobně „eliminován“. Dne 22. října Izraelské obranné síly potvrdily jeho smrt a uvedly, že bylo nalezeno jeho tělo. O den později jeho smrt potvrdil také Hizballáh.

## Analýza
Podle vojenského analytika Elijaha Magniera smrt Hášima Safí ad-Dína nezmění vojenskou strategii Hizballáhu proti Izraeli, protože „tým speciálních sil na jihu Libanonu bojuje nezávisle na politickém rozhodování v Bejrútu“.